# 퍼르커시 어틸러

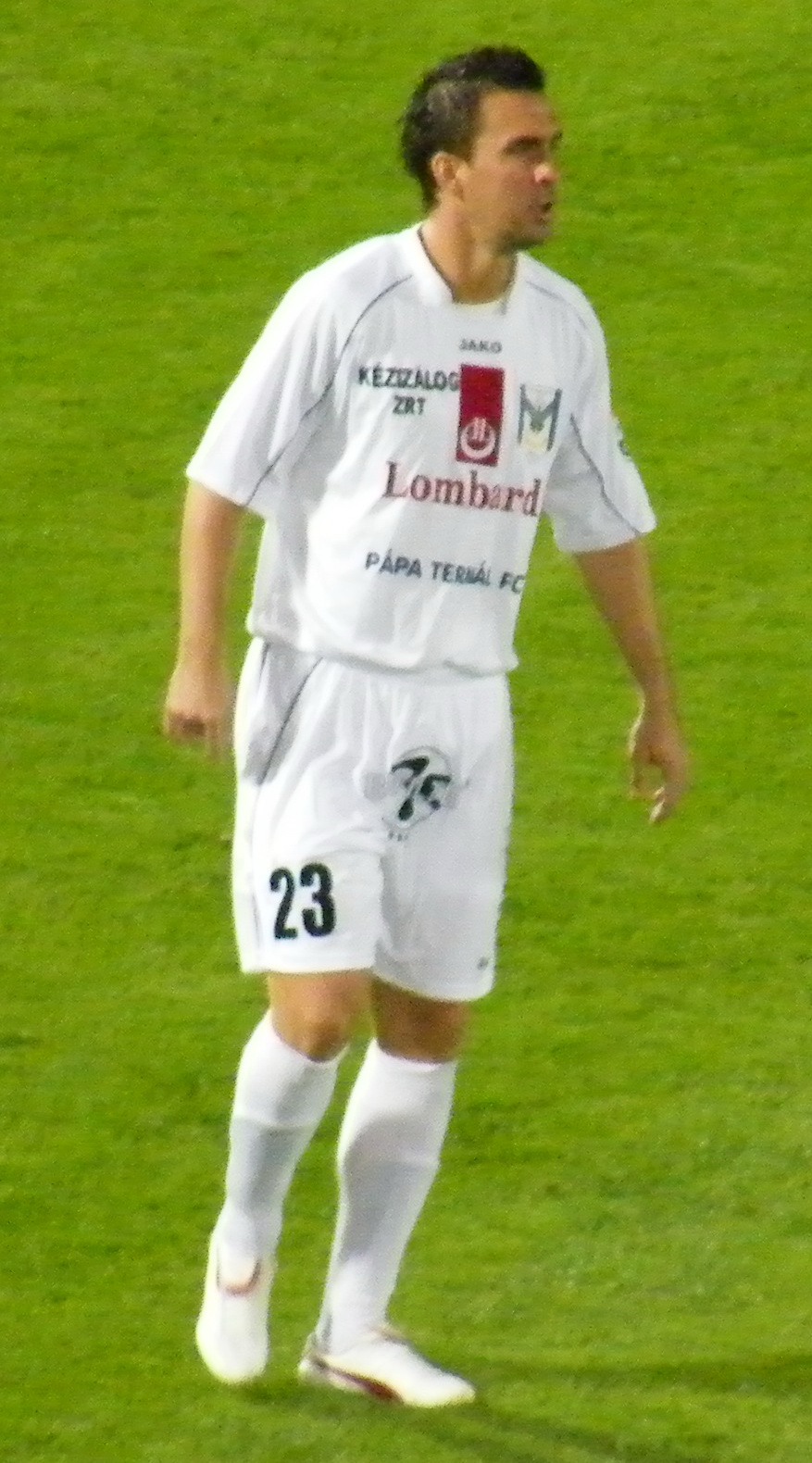
2009년

퍼르커시 어틸러(Farkas Attila, 1978년 ~) 헝가리 축구 선수이다. 니레기하자 스파르타쿠스 FC를 위해 뛰고 있다.